# Aphidius camerunensis
Aphidius camerunensis är en stekelart som beskrevs av Mackauer 1966. Aphidius camerunensis ingår i släktet Aphidius och familjen bracksteklar. Inga underarter finns listade i Catalogue of Life.